# Max virtuose
Pour plus de détails, voir Fiche technique et Distribution.
Max virtuose est un court métrage muet français réalisé par Max Linder, sorti en 1913.

## Synopsis
Max s'est épris d'une jolie fille dont le père est pianiste, et se fait passer pour un virtuose, en jouant sur un piano mécanique. Cependant, lors d'une soirée mondaine, il se retrouve face à un vrai piano...

## Fiche technique
- Réalisation : Max Linder
- Scénario : Max Linder
- Production : Pathé Frères
- Format : Noir et blanc — 35 mm — 1,33:1 -  film muet
- Métrage : 335 m
- Genre : court métrage comique
- Première présentation :
  -  France - 12 décembre 1913

## Distribution
- Max Linder : Max
- Georges Gorby
- Charles Mosnier
- Jacques Vandenne
- Georges Coquet
- Lucy d'Orbel
- Gabrielle Lange